# Monte Hood
Il monte Hood (in inglese Mount Hood) è uno stratovulcano potenzialmente attivo situato nell'arco vulcanico delle Cascate, negli Stati Uniti. Originato da una zona di subduzione sulla costa del Pacifico, rientra nello stato dell'Oregon e si trova a circa 80 km a est-sudest di Portland, al confine tra le contee di Clackamas e di Hood River. Oltre ad essere la cima più alta dell'Oregon, risulta una tra le maggiori della nazione per la sua prominenza topografica e l'unica ad ospitare piste da sci con impianti di risalita aperti tutto l'anno nel Nord America.
L'altezza assegnata alla vetta innevata del Monte Hood è variata nel corso della sua storia. Le fonti moderne indicano tre diverse altezze: 3.429 m, una rilevazione del 1991 che correggeva una precedente misurazione del 1986 effettuata da parte della United States National Geodetic Survey (NGS), 3.426, come concluso da una spedizione scientifica del 1993, e 3.425,6 in epoche precedenti. La vetta ospita 12 ghiacciai e nevai con una propria denominazione: si tratta della quarta località più alta della catena delle Cascate.
Il monte Hood viene considerato il vulcano dell'Oregon con maggiori possibilità di risveglio, malgrado in base al suo passato un'eruzione esplosiva appaia improbabile. Il rischio di un'eruzione nei prossimi 30 anni si stima tra il 3 e il 7%, ragion per cui la United States Geological Survey (USGS) lo indica quale "potenzialmente attivo", malgrado informalmente sia considerato dormiente.

## Toponimo

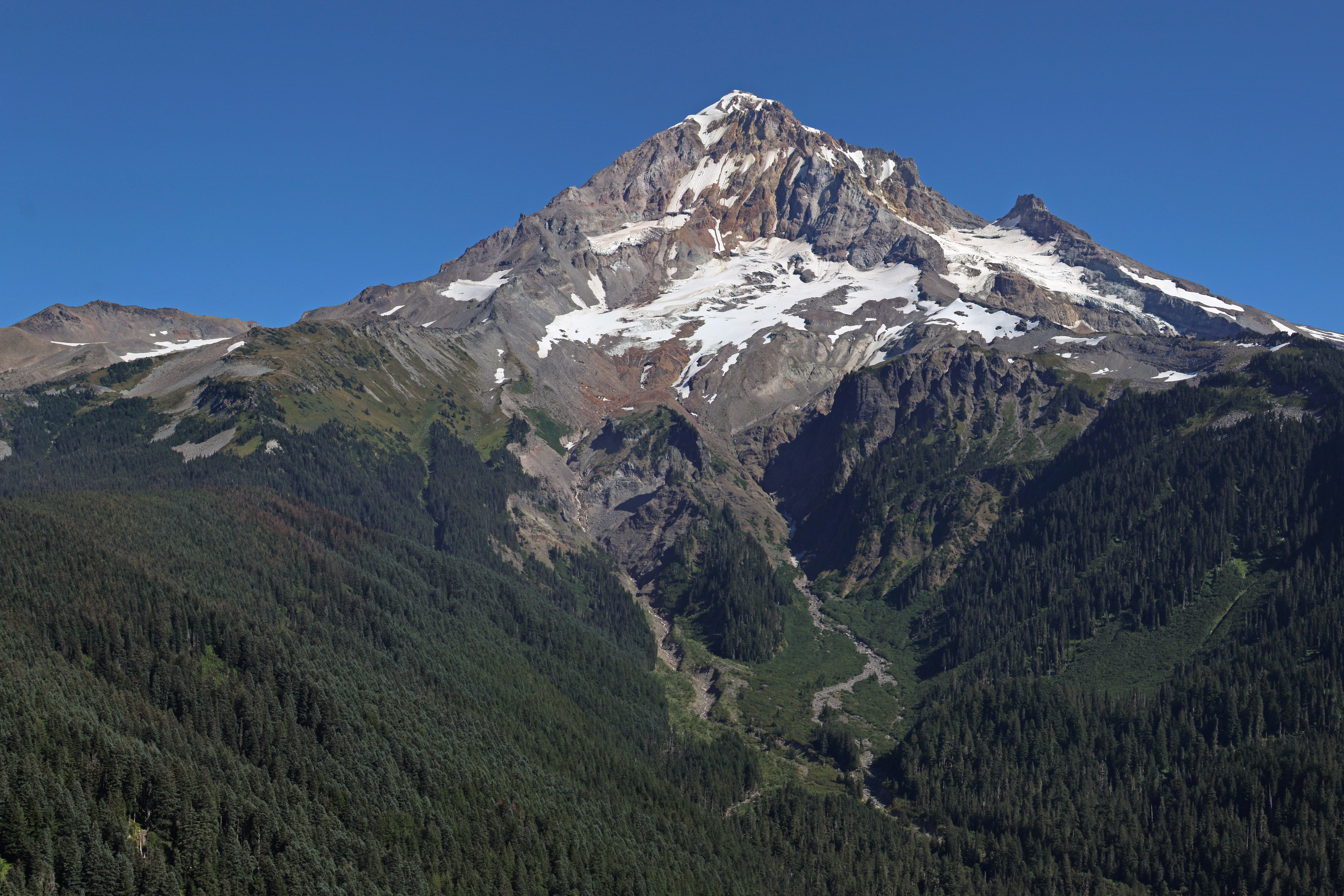
Il monte Hood visto da ovest

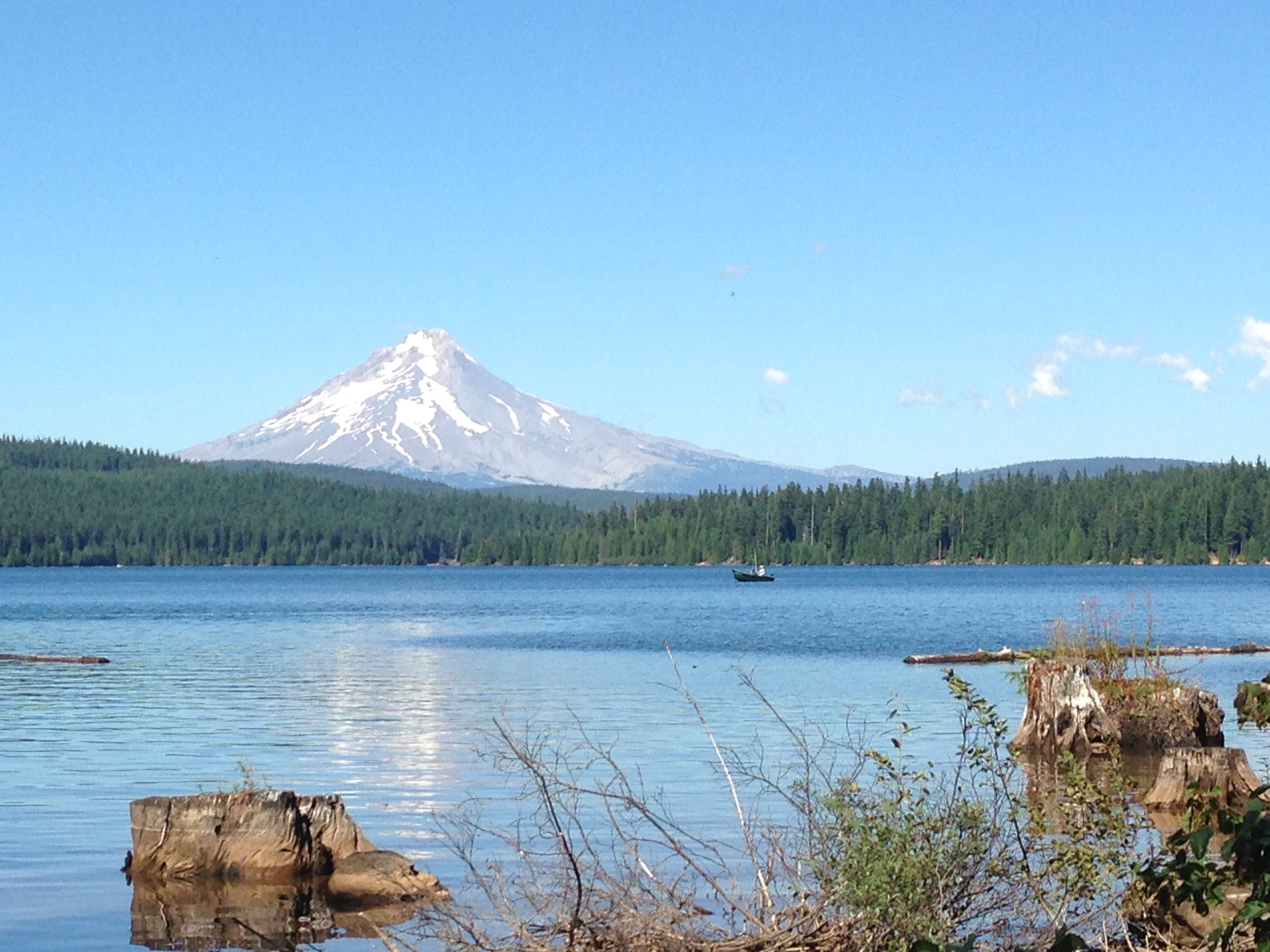
Il monte Hood visto dal lago Timothy

Mentre alcuni sostengono che la denominazione riservata dalla tribù dei Multnomah per il monte Hood fosse Wy'east, la designazione risultò probabilmente frutto di un'opera del 1890 dell'autore missionario Frederic Balch, anche se Balch non lo adoperò personalmente. In una versione della storia di Balch, i due figli del Grande Spirito Sahale si innamorarono della bella fanciulla Loowit, che non riusciva a decidere quale dei due sposare. I due coraggiosi, Wy'east e Pahto (senza nome nel suo romanzo, ma poi indicati in un adattamento successivo), bruciarono foreste e villaggi nella loro battaglia volta a conquistarla. Sahale si infuriò e percosse i tre amanti. Vedendo ciò che aveva fatto, decise di seppellirli in tre tombe a forma di montagna in tre punti precisi. Il bellissimo monte St. Helens sarebbe stato riservato a Loowit, il fiero e orgoglioso monte Hood per Wy'east e il cupo monte Adams per il deluso Pahto.
Esistono altre versioni della leggenda: secondo un diverso racconto, Wy'east (Hood) combatté Pahto (Adams) per la mano della bella La-wa-la-clough (St. Helens). In una diversa ancora, Wy'east, capo della tribù Multnomah, gareggiò con il capo dei Klickitat: la grande rabbia e i danni che causarono portarono alla loro trasformazione in vulcani. Si dice che la loro battaglia abbia distrutto il Ponte degli Dei, una formazione geologica locale, e abbia quindi creato le pericolose rapide delle Cascate del Columbia.
La montagna ricevette il nome attuale il 29 ottobre 1792 per opera del luogotenente William Broughton, un membro della spedizione esplorativa del capitano George Vancouver. Il tenente Broughton osservò il suo picco mentre si trovava a Belle Vue Point di quella che oggi è l'isola di Sauvie durante i suoi viaggi lungo il fiume Columbia, scrivendo: "Una montagna assai alta e innevata si presentava ora con la sua imponenza nel mezzo di un vasto tratto di terra bassa o moderatamente elevata [il riferimento è all'odierna Vancouver] [...], dove sembrava poter terminare il fiume". Il tenente Broughton battezzò la montagna in onore di Samuel Hood, I Visconte di Hood, un ammiraglio britannico durante la battaglia di Chesapeake.
Lewis e Clark individuarono la montagna il 18 ottobre 1805. Pochi giorni dopo, in quella che sarebbe diventata The Dalles, Clark riportò: "L'apice della montagna dalla cima rotonda, che abbiamo visto a breve distanza sotto le rive del fiume, è a circa 60 km da noi, a ovest. In questo momento si presenta ricoperta di neve. L'abbiamo chiamata Falls Mountain o Timm Mountain". Timm era la designazione riservata dai nativi a Celilo Falls. Clark scoprì in seguito che la vetta combaciava con il monte Hood di Vancouver.
Due esploratori francesi della Compagnia della Baia di Hudson potrebbero aver viaggiato nell'area del fiume Dog a est dell'Hood nel 1818. Questi riferirono di essersi arrampicati su un ghiacciaio sulla "Montagne de Neige" (Montagna di neve), probabilmente il ghiacciaio Eliot.

### Navi

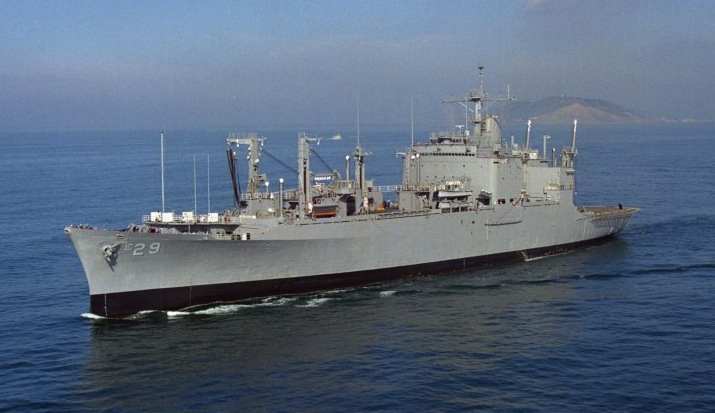
La USS Mount Hood (AE-29)

Due navi rifornimento della marina americana sono state chiamate in onore del monte Hood, nonostante l'uomo a cui era stata dedicata la cima fosse un comandante nemico, essendo britannico. La USS Mount Hood (AE-11) fu commissionata nel luglio 1944 e distrutta nel novembre 1944, mentre era ancorata nella base navale di Manus, nelle isole dell'Ammiragliato. Il suo carico esplosivo si incendiò, causando 45 morti accertati, 327 dispersi e 371 feriti. Una seconda imbarcazione, la AE-29, andò commissionata nel maggio 1971 e dismessa nell'agosto 1999.

## Geografia

### Il dibattito sull'altezza
| Data  | Altezza | Autore della stima                                                                                      |
| ----- | ------- | --- |
| 1854  | 5 596 m | Thomas J. Dryer                                                                                         |
| 1854  | 5 900 m | Belden                                                                                                  |
| 1857  | 4 300 m | Atlante scolastico di Mitchell                                                                          |
| 1866  | 5 400 m | Rev. Atkinson                                                                                           |
| 1867  | 3 421 m | Col. Williamson                                                                                         |
| 1916  | 3 430 m | Amm. Colbert                                                                                            |
| 1939  | 3 427 m | Amm. Colbert                                                                                            |
| 1980  | 3 426 m | USGS utilizzando il riferimento altimetrico NGVD 29                                                     |
| 1991  | 3 429 m | U.S. National Geodetic Survey, 1986 misurazione corretta utilizzando il riferimento altimetrico NAVD 88 |
| 1993  | 3 426 m | Spedizione scientifica e 3.426 m di origine leggermente meno recente                                    |
| 2008? | 3 424 m | Enciclopedia Britannica                                                                                 |

Il monte Hood fu avvistato per la prima volta dagli esploratori europei nel 1792 e si ritiene che la sua elevazione, a differenza di varie vette della catena di cui fa parte, sia variata di pochi metri a causa della leggera attività sismica. I cambiamenti di elevazione dagli anni '50 si devono principalmente a metodi di rilevamento migliorati. Malgrado la montagna stessa non variò la sua elevazione più di tanto, le stime sull'Hood variarono notevolmente nel corso degli anni.
I primi esploratori sul fiume Columbia stimarono che l'elevazione fosse compresa tra i 3.000 e i 3.700 m. Due persone nella spedizione di Thomas J. Dryer del 1854 calcolarono che l'elevazione fosse pari a 5.596 m e che la linea degli alberi si rintracciasse a circa 3.430 m. Due mesi dopo, fu un certo Belden ad interessarsi al monte Hood e a raccontare di una scalata tramite un'importante e cruda testimonianza:
Belden stimava che l'altezza del monte Hood fosse di 19 400 piedi (5 900 m), dato che venne corretto a 11 225 piedi (3419 m) solo nel 1867: i resoconti dell'Himalaya non riportano mai fenomeni come quello narrato dall'autore sopraccitato, circostanza che la dice lunga sul peso specifico esercitato da questi vulcani durante la salita nei confronti dei primi coloni.
Nel 1866, il reverendo G. H. Atkinson determinò l'altezza a 5.400 m; nel frattempo, un ingegnere di Portland utilizzò metodi di rilevamento da una linea di base di Portland e stimò un'altezza compresa tra i 5.500 e i 5.800 m. Molte mappe distribuite alla fine del XIX secolo riportavano 5.596 m, sebbene l'Atlante scolastico di Mitchell indicasse 4.300 m come valore corretto. Per qualche tempo, molte pubblicazioni presumevano che l'Hood costituisse il punto più alto del Nord America.
Anche i moderni rilievi dell'altezza variano, ma non con gli enormi margini visti in passato. Uno studio del 1993 da parte di un gruppo scientifico che giunse alla vetta del picco con poco più di 7 kg di apparecchiature elettroniche attestò l'altezza a 3.426 m, con un margine di errore massimo indicato di 32 mm. Malgrado l'autorità dei rilievi effettuati, molti altri autori collocano l'altezza della vetta a una quota leggermente inferiori, ovvero 3.425,6 m.
Ad oggi, si tende per convenzione ad accettare come dato i 3.429 m.

### Ghiacciai
Il monte Hood ospita 12 ghiacciai con una propria denominazione o nevai, il più visitato dei quali è il ghiacciaio Palmer, in parte all'interno dell'area sciistica di Timberline Lodge e sulla via di arrampicata più popolare. I ghiacciai si sviluppano quasi del tutto al di sopra dei 1.800 m, ovvero quasi all'altezza media della linea degli alberi. Oltre l'80% della superficie glaciale risiede al di sopra dei 2.100 m.
I ghiacciai e i nevai permanenti coprono un'area di 1.348 ettari e contengono un volume di circa 0,348 km³. L'Eliot è il maggiore per volume, in virtù dei suoi 0,09 km³, e ha la profondità più spessa misurata dal radar del ghiaccio a 110 m. Il più grande per superficie è invece il Coe-Ladd, con i suoi 215 ettari.
Ghiacciai e nevai coprono circa l'80% della montagna al di sopra dei 2.100 m, ma sono diminuiti in media del 34% per superficie tra il 1907 e il 2004. Il ritiro cominciò durante la prima metà del XX secolo, avanzando o rallentando a ritmi alterni negli anni '60 e '70 e poi tornando ad accelerare da allora ad oggi. Si ritiene che il periodo in cui questi si estendevano in maniera maggiore nella storia recente sia da individuare all'inizio del XVIII secolo.
Durante l'ultimo grande evento glaciale tra 29.000 e 10.000 anni fa, i ghiacciai raggiunsero un livello compreso tra 700 e 790 m, a una distanza massima di 15 km dalla vetta. La ritirata rilasciò un considerevole ristagno, alcuni dei quali riempirono e appiattirono la parte superiore della valle del fiume Hood vicino a Parkdale e generò l'altopiano di Dee.
La glaciazione più antica produsse morene vicino a Brightwood e segni evidenti sul lato sud-est che potrebbero risalire a 140.000 anni fa.

## Attività vulcanica

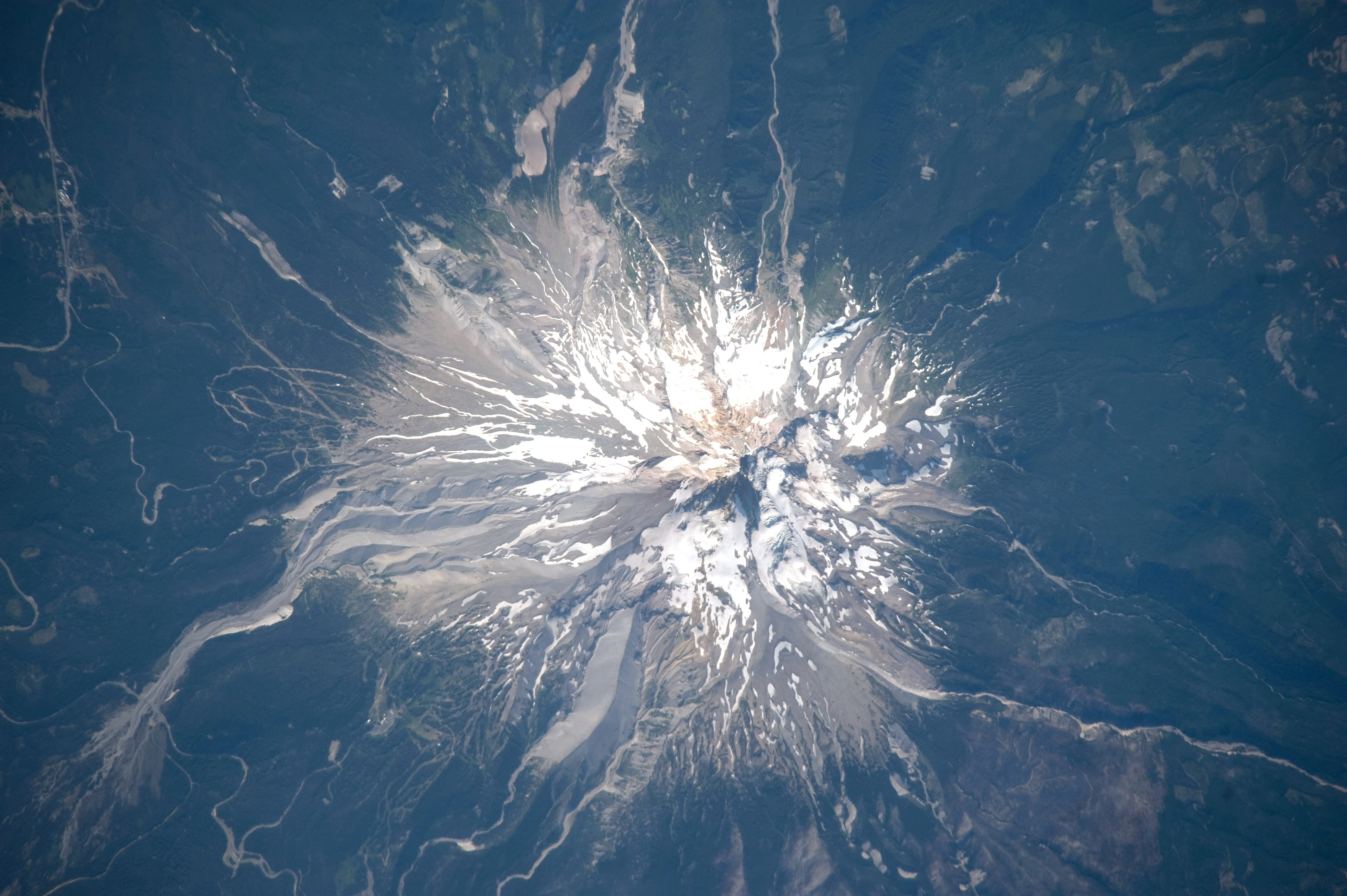
Immagine satellitare di Mount Hood

L'area sommitale erosa dai ghiacciai è costituita da diversi duomi di lava andesitici o dacitici; i crolli del Pleistocene produssero valanghe e lahar (flussi di fango in rapido movimento), i quali attraversarono il fiume Columbia verso nord. Le attività del vulcano eroso si possono circoscrivere in almeno quattro cicli eruttivi principali negli ultimi 15.000 anni.
Le ultime tre eruzioni dell'Hood hanno avuto luogo negli ultimi 1.800 anni da bocche alte sul fianco sud-ovest, producendo depositi distribuitisi principalmente a sud e ad ovest dei fiumi Sandy e Zigzag. L'ultimo ciclo si verificò da 220 a 170 anni fa, quando si generarono cupole di lava dacitica, flussi piroclastici e colate di fango senza grandi eruzioni esplosive. Si tende a ipotizzare che il prominente Crater Rock, situato appena sotto la cima, sia una testimonianza di quanto oggi sopravvive dell'epoca. Tale lasso temporale include l'ultima grande eruzione del 1781-1782, con una parentesi leggermente più recente terminata poco prima dell'arrivo degli esploratori Lewis e Clark nel 1805. L'ultimo evento eruttivo minore accadde nell'agosto 1907.
I ghiacciai sulle pendici superiori della montagna potrebbero costituire una fonte di lahar potenzialmente pericolosa nel caso in cui il cratere eruttasse di nuovo. Le bocche presenti vicino alla vetta risultano note per l'emissione di gas come diossido di carbonio e anidride solforosa. Prima dell'eruzione del monte Saint Helens nel 1980, l'unica fatalità dovuta all'attività di un vulcano dell'arco delle Cascate avvenne nel 1934, quando uno scalatore soffocò per via della mancanza di ossigeno mentre esplorava le grotte di ghiaccio sciolto dalle fumarole nel ghiacciaio Coalman sul Monte Hood.
Dal 1950, si registrarono diversi sciami sismici ogni anno a Mount Hood, in particolare nel luglio 1980 e nel giugno 2002. L'attività sismica è monitorata dall'Osservatorio vulcanologico delle Cascate (Cascades Volcano Observatory) per conto dell'USGS con sede a Vancouver, che pubblica aggiornamenti settimanali o a cadenza giornaliera in caso di attività eruttiva significativa nella catena montuosa.
Le prove più recenti dell'attività vulcanica dell'Hood sono costituite da fumarole vicino a Crater Rock e sorgenti calde sui fianchi del vulcano.

## Attività ricreative

### Arrampicata

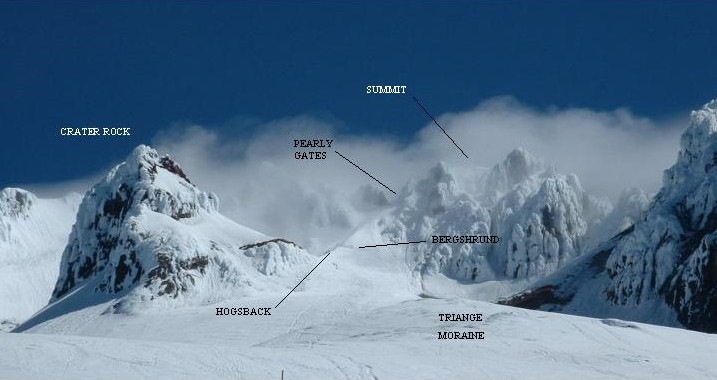
Descrizione dettaglia del fianco meridionale del monte Hood

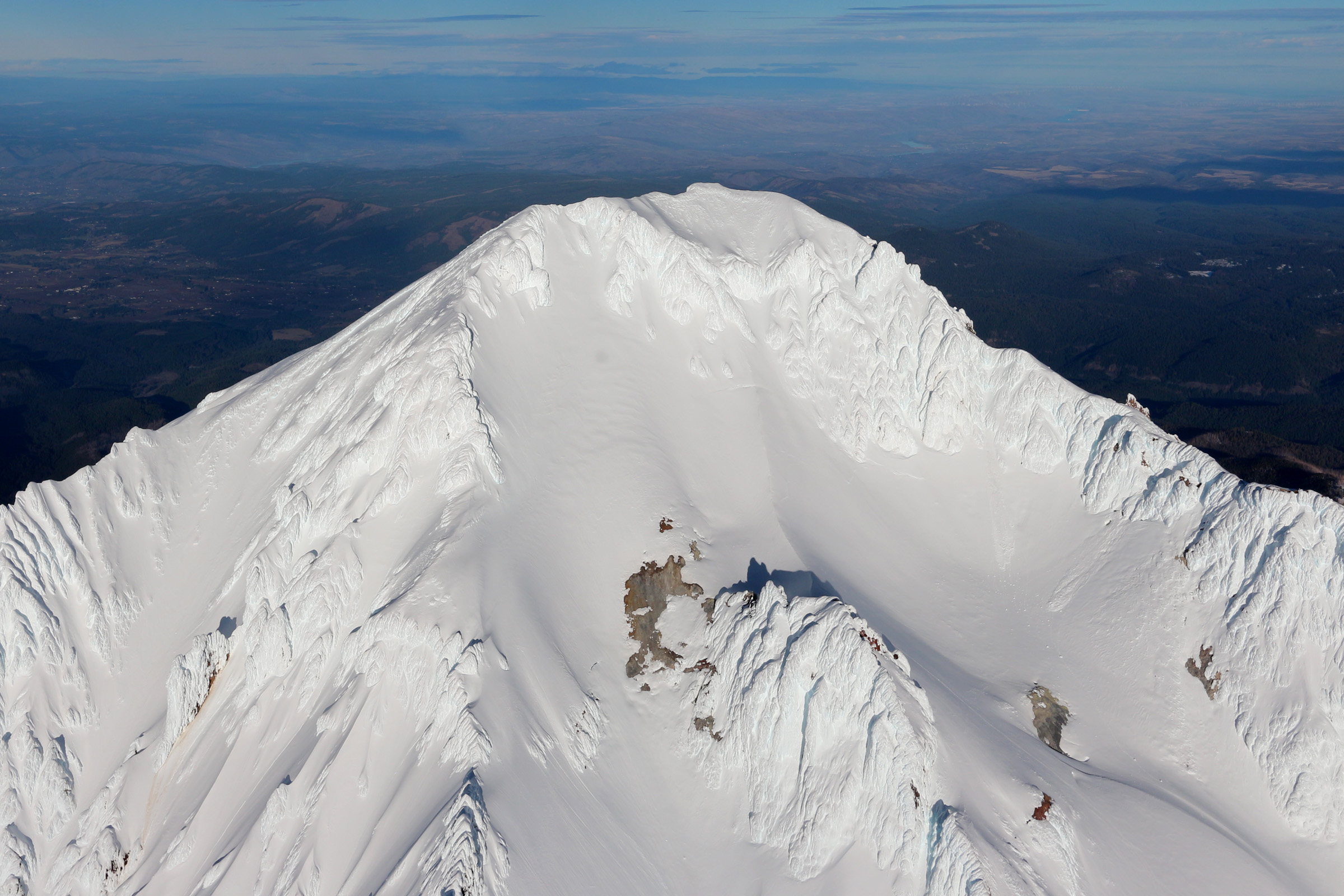
Fotografia aerea della vetta del monte Hood

Il monte Hood è il punto più alto dell'Oregon e un importante punto di riferimento visibile fino a 160 km di distanza. In termini di sfida tecnica di arrampicata, è adatta anche ai principianti, con circa 10.000 persone tentano di scalarlo ogni anno. Tuttavia, non esistono sentieri agevoli per raggiungere la vetta e, anche dalla via di arrampicata del lato meridionale, si richiedono attrezzature tecniche come corde, piccozze, ramponi: i rischi maggiori sono rappresentati dai crepacci, dalla caduta di sassi e dal tempo spesso inclemente. L'alta stagione di arrampicata va generalmente da aprile a metà giugno.
Si suole selezionare sei vie principali per avvicinarsi alla montagna, con circa 30 varianti totali per la vetta. Le salite variano in difficoltà dal livello 2 alla classe 5.9+ (per Acrophobia) della scala del sistema decimale Yosemite. Il cammino più popolare, soprannominato south route, inizia a Timberline Lodge e procede sul ghiacciaio Palmer fino a Crater Rock, la grande prominenza presente alla testa dell'ammasso nevoso. Il percorso procede a est intorno a Crater Rock e attraversa il ghiacciaio Coalman sull'Hogsback, una cresta che va da Crater Rock fino agli immediati pressi alla vetta. L'Hogsback termina in una crepaccia terminale, dove il ghiacciaio Coalman si separa dalla roccia sommitale, e poi ai Pearly Gates, un varco nella formazione rocciosa sommitale, oltre che a destra dell'altopiano più elevato e della vetta vera e propria.
Piccozze tecniche, protezione anticadute ed esperienza sono oggi consigliate se si tenta di procedere lungo la variante del versante sinistro o nei pressi del Pearly Gates. Il servizio forestale consiglia diverse altre opzioni di percorso a causa di questi cambiamenti nelle condizioni (ad esempio "Old Chute", West Crater Rim, ecc.).

#### Incidenti in arrampicata
Fino al maggio 2002, si contavano più di 130 persone morte in incidenti legati all'arrampicata da quando sono attivi i registri sul Monte Hood, il primo dei quali nel 1896.
Gli incidenti del maggio 1986, dicembre 2006 e dicembre 2009 suscitarono un vivido interesse da parte dei media nazionali e internazionali. Sebbene le valanghe costituiscano un pericolo comune su altre montagne ghiacciate, la maggior parte dei decessi al monte Hood si devono a cadute di ammassi rocciosi e nevosi e ipotermia. Nonostante una quadruplicazione dei visitatori della foresta dal 1990, meno di 50 persone richiedono nel giro di un anno i soccorsi. Difatti, solo il 3,4% delle missioni di ricerca e soccorso nel 2006 erano per alpinisti.

### Escursionismo

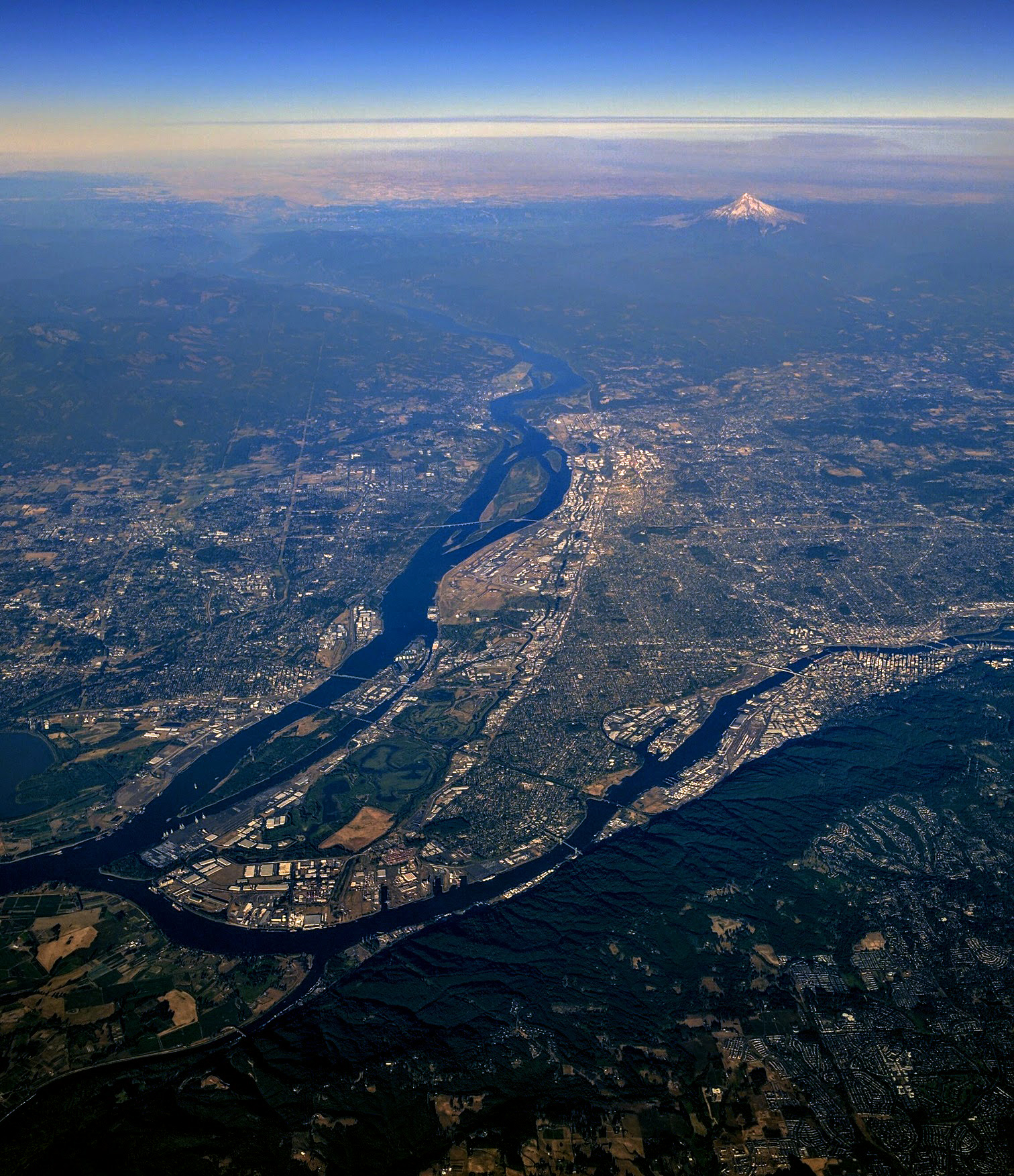
Come si può osservare in questa fotografia aerea, il vulcano non è lontano dall'area metropolitana di Portland–Vancouver

La foresta del monte Hood ospita circa 1.600 km di sentieri percorribili. Il sentiero Coopers Spur conduce a 2.594 m di altezza, il punto maggiormente elevato raggiungibile a cui si può arrivare sulla montagna senza doversi premunire di attrezzature da alpinismo.
Il Timberline Trail, che circumnaviga l'intera montagna e raggiunge i 2.200 m di altezza, andò costruito negli anni '30 dal Civilian Conservation Corps. In genere, l'escursione di 65,5 km non vede neve da fine luglio fino ai mesi autunnali. Il percorso si snoda tra più di 3.048 m di salita e discesa in termini di dislivello e alcune sezioni variano di anno in anno a seconda degli attraversamenti del fiume. Sono presenti vari punti di accesso, il più breve dei quali dista poco dal Timberline Lodge. Una parte del Pacific Crest Trail coincide con il Timberline Trail sul lato occidentale del vulcano.
Il "precursore" del Pacific Crest Trail era l'Oregon Skyline Trail, istituito nel 1920, che collegava Mount Hood al lago Crater.

### Sci

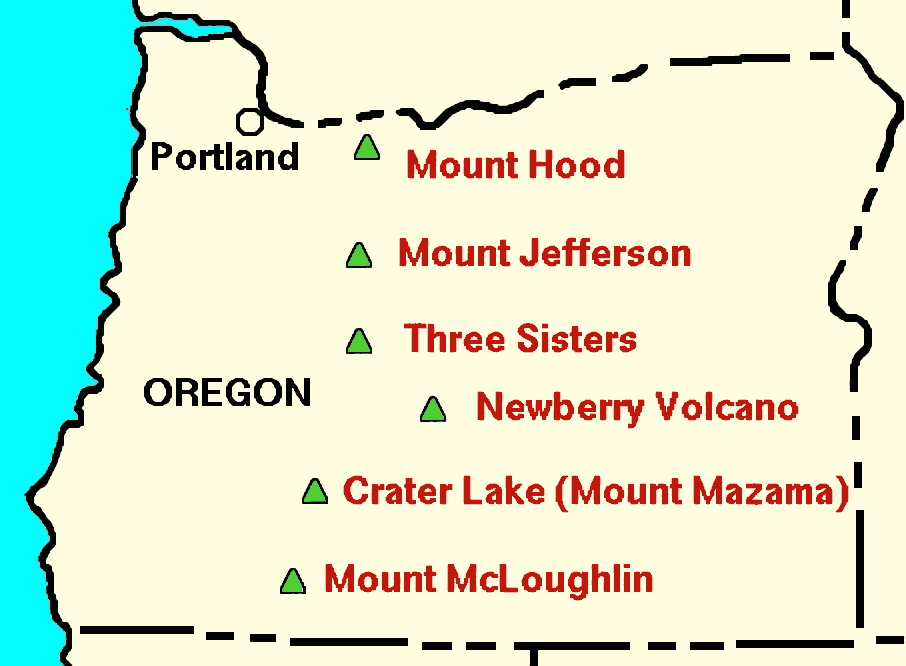
Distribuzione dei vulcani in Oregon

Timberline Lodge è un National Historic Landmark situato sul fianco meridionale del monte Hood appena alle pendici del ghiacciaio Palmer, con un'altitudine di circa 1.800 m.
La montagna conta sei aree sciistiche, estese per oltre 19 km²: Timberline, Mount Hood Meadows, Ski Bowl, Cooper Spur, Snow Bunny e Summit. L'impianto di risalita presso Timberline, con base a quasi 2.120 m, offre l'unico skilift aperto tutto l'anno in Nord America. Esistono ancora dei rifugi operativi sul monte Hood, ovvero Coopers Spur, Cairn Basin e McNeil Point, nonché la cabina Tilly Jane A-frame. La vetta ospitava una vedetta antincendio nei primi anni del 1900, ma questa non sopravvisse alle intemperie e non andò più ricostruita.
Il monte Hood si trova all'interno della foresta nazionale omonima, che si sviluppa per 4.318 km², tra cui quattro riserve naturali per un totale di 1.271 km² e più di 1.900 di sentieri escursionistici.
Il passo più a nord-ovest intorno alla montagna si chiama Lolo: i nativi americani lo attraversarono mentre viaggiavano tra la Willamette Valley e Celilo Falls.